# Dynastie amorienne

Empire byzantin et conquêtes arabes vers 867.

La dynastie amorienne fut fondée par Michel l’Amorien en 820; elle règnera sur l'Empire byzantin jusqu’à l'assassinat de Michel III par son chambellan Basile Ier le Macédonien en 867.
La période pendant laquelle règnera cette dynastie sera principalement marquée par divers conflits religieux dont le principal fut celui de l’iconoclasme. Toléré par Michel II, il revivra sous Théophile avant que Théodora ne rétablisse le culte des images et le « Triomphe de l’Orthodoxie ». La nomination du haut-fonctionnaire Photios comme patriarche marquera le début d’un schisme entre Rome et Constantinople sous Michel III. Par ailleurs, si les missions de Cyrille et Méthode contribuèrent à faire entrer les Slaves dans l’orbite de Byzance, le khan bulgare profitera des tensions entre Rome et Constantinople pour affirmer son indépendance en créant une Église nationale. 
Pendant ce temps, les Arabes continueront leur progression en Crète, en Sicile et dans le sud de l’Italie, mais ne parviendront pas à faire des gains significatifs en Asie mineure.
Sur le plan intérieur, on assistera à une extension des thèmes en Orient ainsi qu’à un renouveau du savoir avec des personnages tels que Theoktistos, le césar Bardas, Léon le Mathématicien et la création de l’université de la Magnaure.

## Des Isauriens aux Amoriens (802 – 820)

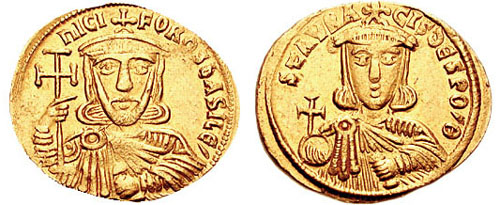
Solidus de Nicéphore Ier et de son fils Staukarios, lequel blessé sur le champ de bataille ne succéda que quelques jours à son père.

Les empereurs de la dynastie isaurienne (717 – 802) avaient défendu avec succès les frontières de l’empire contre les forces du califat après les premières conquêtes musulmanes,, mais avaient été moins heureux en Europe où ils subirent maintes défaites contre les Bulgares. En Italie, non seulement avaient-ils perdu l’exarchat de Ravenne mais leurs relations avec la papauté s’étaient détériorées pour des motifs à la fois religieux et politiques : l’iconoclasme pratiqué avec vigueur par les empereurs Léon III (717 – 741) et Constantin V (741 -775), ainsi que la perte des diocèses du sud de l’Italie et de l’Illyrie dont la juridiction avait été transférée au patriarcat de Constantinople et les revenus civils à l’empereur. Le couronnement de Charlemagne comme « empereur des Romains (Imperator Romanorum) » par Léon III (pape de 795 à 816) en 800 jeta la consternation à Constantinople où régnait Irène (seule impératrice régnante de 797 à 802) qui, pour conserver le trône, avait fait aveugler son fils Constantin VI (r. 780 – 797) qui devait mourir de ses blessures.
En 787, alors qu’elle régnait encore officiellement avec son fils, Irène avait réussi lors du deuxième concile de Nicée à faire rétablir le culte des images. Mais l’horreur suscitée par la mort de son fils, de même que la rumeur qui s’était répandue à Constantinople à l’effet qu’une délégation franque arrivée en 802 apportait une proposition de mariage entre Irène et Charlemagne incita un certain nombre de hauts-fonctionnaires conduits par le logothète général, Nicéphore, à renverser celle-ci et à l’exiler. 
Nicéphore Ier (r. 802 - 811) mena, tout au long de son règne, d'importantes réformes intérieures pour remettre en ordre les finances publiques et pour repeupler la Grèce et une partie des Balkans afin d'assurer la défense de l'empire contre les Bulgares. Confronté à différentes révoltes durant son règne, il parvint néanmoins à défendre son trône tout en cherchant l'apaisement sur le plan religieux. Devant la triple menace de la contestation impériale en Occident, des raids arabes en Orient et de la pénétration bulgaro-slave dans les Balkans, il parvint à préserver la frontière avec le califat abbasside et défendit avec succès les possessions byzantines de Venise et de Dalmatie mais ne put contester la prétention au titre impérial de Charlemagne ni, dans les Balkans, obtenir la soumission des Bulgares. Vaincu par le khan Kroum à la bataille de Pliska, il y trouva la mort, laissant l'Empire dans une situation très précaire.
Le court règne de Michel Ier (r. 811-813) constitua l’antithèse du règne de son beau-père. Il abandonna la politique d’économie de son prédécesseur, distribuant largement ses faveurs à l’armée, à la cour et surtout au clergé; contrairement à Nicéphore qui s’était toujours montré intransigeant sur ce point tant à l’endroit de Charlemagne que de la papauté derrière lui, il reconnut expressément le titre d’empereur à Charlemagne en 812 en retour de certains territoires annexés par Pépin le Bref,. Il ne devait pas cependant être capable de résister aux Bulgares et sa défaite lors de la bataille de Versinikia en 813 conduisit à son renversement par le stratège d’Anatolie, Léon l’Arménien qui devint empereur sous le nom de Léon V (r. 813 – 820).

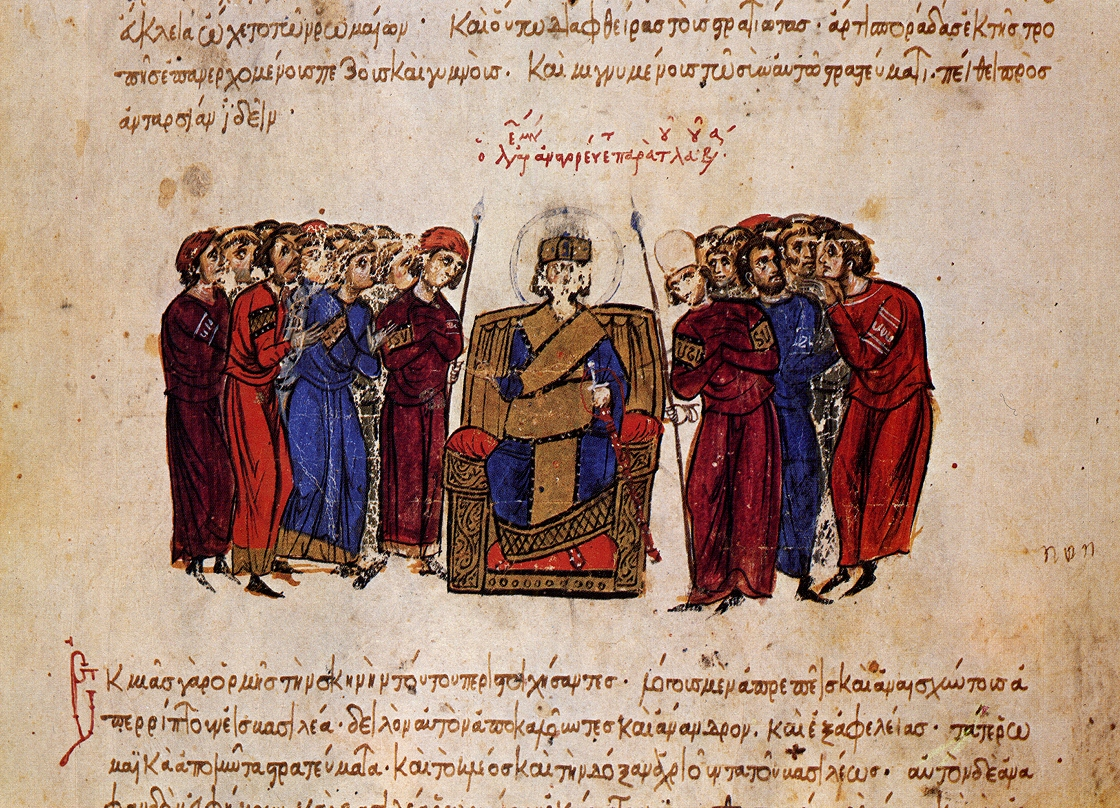
Miniature de la Chronique de Skylitzès de Madrid représentant la proclamation de Léon comme empereur.

La mort soudaine du khan Kroum qui était parvenu aux portes de Constantinople en 814 devait délivrer pour un temps l’empire de la menace bulgare et Léon V put signer une paix honorable avec son successeur, Omourtag, traité qui tout en reconnaissant officiellement l’État bulgare délivrait Byzance d’un danger mortel . Mais la suite de défaites essuyées au cours des dernières années par les armées byzantines conduisirent l’empereur à y voir la punition de Dieu pour le retour au culte des images. En 815, un synode réuni à Hagia Sophia par le nouveau patriarche Théodote Mélissenos rejeta les conclusions du deuxième concile de Nicée et revint à la doctrine du concile de Hiéreia de 754. Mais la résistance, conduite par les moines du Stoudion avec à leur tête leur supérieur, Théodore, ne tarda pas à s’organiser empêchant tout retour aux extrêmes connus sous Constantin V. En même temps, la grogne se faisait de plus en plus sentir chez les militaires. L’un des anciens compagnons d’armes de Léon, Michel le Bègue, attendait d’être exécuté pour avoir fomenté un complot contre l’empereur. Le jour de Noël 820, ses compagnons assassinèrent Léon V dans la cathédrale Hagia Sophia, puis allèrent le faire sortir de prison et le proclamèrent empereur,.

## Michel II le Bègue (820-829)

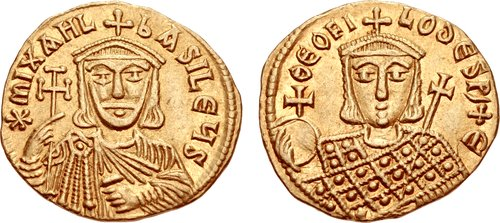
Nomisma de Michel II avec, au revers, son fils Théophile.

Michel naquit en 770 à Amorium en Phrygie (d’où les deux noms assignés à la dynastie) dans une famille de paysans-soldats appartenant à la secte des Athinganoi dont les membres avaient adopté la foi et les rites juifs . 
Entré dans l’armée comme simple soldat, il devait rapidement atteindre le poste de domestique des Excubites. On le retrouve en 803-804 aux côtés de Bardanès Tourkos, de Léon l’Arménien et de Thomas le Slave dans la révolte qui précipitera la chute de Nicéphore Ier et l’avènement de l’un d’eux, Léon l’Arménien, sous le nom de Léon V. On ignore ce qui causa la mauvaise entente entre Léon V et son ancien frère d’armes . Mais, après avoir démasqué dans les derniers mois de 820, une première conspiration qui attestait l'existence d'une opposition à son gouvernement, Léon devint persuadé que Michel complotait contre lui et le fit emprisonner pour le faire exécuter immédiatement après la fête de Noël. Michel qui disposait de forts appuis parvint à prévenir ses amis. Déguisés en prêtres, ceux-ci réussirent à pénétrer dans le palais impérial et à assassiner Léon dans une chapelle palatine. Le jour venu, Michel fut libéré et, encore chargé de ses chaines, acclamé empereur, puis couronné le lendemain sans opposition par le patriarche. 
Michel était très conscient d’être le septième empereur en vingt-cinq ans. Aussi prit-il soin dès la nouvelle année de couronner son fils de dix-sept ans, Théophile, comme coempereur et d’assurer la descendance de la dynastie en lui faisant épouser immédiatement une Paphlagonienne de haut rang du nom de Théodora. Lui-même du reste épousera en secondes noces, vers 824, une fille de Constantin VI, Euphrosyne, se procurant ainsi une certaine légitimité mais s’attirant les foudres de l’Église orthodoxe réprouvant les seconds mariages pour les empereurs, d’autant plus qu’Euphrosyne était alors religieuse,.
Ces précautions n’étaient pas inutiles puisque, dès le début de 821, Thomas le Slave, l’un des trois généraux impliqués dans le renversement de Nicéphore Ier, prenant comme prétexte l'assassinat de Léon V, se révolta, se présentant à la fois comme le défenseur des images et des masses populaires accablées par le poids des impôts et l’arbitraire des fonctionnaires. 
Couronné empereur par le patriarche d’Antioche avec l’appui du calife Al-Ma’mūn (r. 813 – 833), il mit au mois de décembre 821 le siège devant Constantinople. Michel II pouvait pour sa part compter sur l’appui du khan des Bulgares, Omourtag, qui vint au printemps 823 disperser les troupes de Thomas, lequel dut lever le siège et se réfugier à Arcadiopolis où il fut capturé et exécuté,,. 
L’armée et surtout la marine sortaient épuisées de ces trois ans de guerre civile. Profitant de cette situation, les Arabes expulsés d’Andalousie en 816 s’étaient installés en Crête et en Sicile, interceptant les routes de la Méditerranée et assiégeant Syracuse en 827 . Michel fit ce qu’il put dans les circonstances, mais ne pouvant défendre les deux territoires se concentra surtout sur la Crète, plus proche de l’empire et constituant un plus grand danger. Des années plus tard, en 878, Syracuse sera définitivement perdue et Constantin Porphyrogénète pourra conclure que le règne de Michel II vit le plus grand recul de l’influence byzantine sur le littoral de l’Adriatique et dans les régions slaves de l’ouest de la péninsule balkanique .
Les circonstances difficiles dans lesquelles Michel avait été porté au trône et la nécessité de se concilier la population, l’armée et l’Église, le poussèrent à la plus grande prudence dans le domaine religieux; dès son arrivée au pouvoir, il publia un décret interdisant toute discussion sur le sujet des images ,. Il rappela à Constantinople Théodore Studite et les iconoclastes exilés en Anatolie, cherchant un terrain d’entente entre les deux parties. Mais ni Théodore le Studite, ni le patriarche iconoclaste Antoine n’étaient prêts à faire de concessions. Croyant qu’un appel au pape Pascal Ier (pape 817 – 824) et à l’empereur Louis le Pieux (r. 814 – 840) serait la meilleure façon d’amener les iconodoules à raison, il écrivit à tous les deux des lettres dans lesquelles il démontrait les abus auxquels avait donné lieu le culte des images et demandait l’arbitrage tant de l’Église franque que du pape. Le pape étant mort entre-temps, son successeur Eugène II (pape 824 – 827) autorisa l’empereur à tenir un concile sur le sujet. Réuni à Paris en 825, le concile décida que les images saintes pouvaient être exposées dans les églises comme ornements ou pour rappeler les personnages représentés, mais ne devaient en aucun cas faire l’objet d’un culte .
Michel devait mourir en octobre 829, le premier empereur en un demi-siècle à mourir de mort naturelle tout en laissant un successeur mâle dans la force de l’âge,.

## Théophile (829-842)

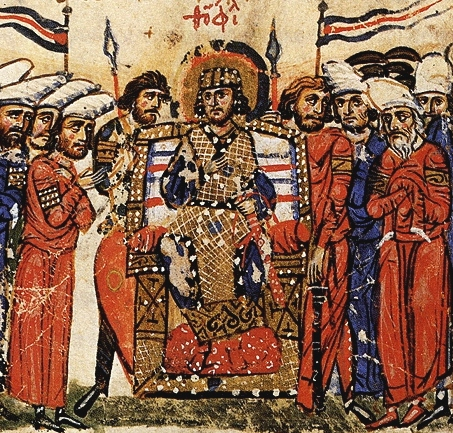
Théophile et sa cour (Chronique de Skylitzès de Madrid).

Déjà couronné coempereur en 821, Théophile recueillit sans opposition l’héritage de son père. Contrairement à celui-ci, toutefois, il avait reçu une excellente éducation, ayant eu pour maitre Jean VII le Grammairien  qu’il nommera patriarche en 832 et qui lui inculquera à la fois son hostilité pour les images et son enthousiasme pour l’art arabe,. Justicier impitoyable, il commença son règne en faisant exécuter les meurtriers de Léon V ; chaque semaine alors qu’il traversait la ville pour se rendre du Grand Palais à l’église de la Vierge des Blachernes, il écoutait les doléances de ses sujets et rendait justice sur le champ quelque haut placés que soient les accusés. Dans son zèle pour les valeurs qui lui étaient chères, il pouvait se montrer d’une grande cruauté comme lorsqu’il fit marquer au fer rouge les paumes du moine Lazare qui peignait des icônes, ou inscrire sur le front des frères Théophane et Théodore des vers soigneusement composés par lui-même après les avoir fait fouetter parce qu’ils défendaient le culte des images,. Grand amateur d’art et d’architecture, on lui doit la transformation du Grand Palais de Constantinople avec la construction du Triconque  et du Sigma au sud de l’ancien palais. 
Ce fut vraisemblablement sous son règne que l’on vit l’extension du régime des thèmes en Orient. Les thèmes de Paphlagonie et de Chaldie consolidèrent la position de Byzance dans le Pont. Trois nouvelles unités militaires et administratives furent créées dans la région montagneuse près de la frontière arabe ainsi que les circonscriptions plus petites de Charsianon, Cappadoce et Séleucie qui seront plus tard érigées en thèmes. Enfin, les possessions byzantines de la mer Noire furent regroupées en un seul thème avec Cherson pour capitale .

La frontière arabo-byzantine du VIII au X.

Paradoxe pour cet empereur féru de culture arabe, ce fut contre eux que Théophile dut, comme son prédécesseur, se défendre durant tout son règne. Déjà, le calife Al-Ma'mûn qui avait soutenu la rébellion de Thomas le Slave avait refusé les avances de Michel II en 825. Il refusera de la même façon celles de Théophile qui avait envoyé à Bagdad une imposante délégation pour lui signifier son avènement, la création du thème de Chaldie étant considérée comme un geste hostile ,. Une série de coups de mains conduits par le calife et l’empereur auront lieu dans les thèmes d’Asie mineure encore mal remis de la rébellion jusqu’à la mort du calife en 833.  Une paix précaire s’instaura durant les quatre années suivantes pendant lesquelles le nouveau calife, Al-Muʿtas̩im (r. 833 – 842), dut consolider son pouvoir,. Elle reprit alors en Mésopotamie, marquée par des succès et revers de part et d’autre, forçant Théophile à demander la paix après la prise d’Amorium, berceau de la dynastie en 838. Les deux parties en sortirent affaiblies, mais les Arabes ne purent entamer le territoire byzantine,.  
Tout à la guerre avec les Arabes, l’empereur ne put porter attention à la situation en Occident où Byzance perdit la domination qu’elle avait obtenue par le traité d’Aix-la-Chapelle en 812 sur la Dalmatie et l’Illyrie, la Croatie passant sous l’influence de la Bulgarie. En Sicile où la conquête arabe s’étendait, Palerme tomba en 831 . 
La nomination de Jean VII le Grammairien comme patriarche en 837 devait marquer le retour de la persécution contre les iconodoules, laquelle dégénéra comme sous Constantin V en une guerre contre le monachisme . Mais les efforts de l’empereur comme du patriarche devaient s’avérer vains. L’iconoclasme avait pratiquement disparu, même en Asie mineure, et la persécution ne s’étendit guère au-delà des frontières de la capitale,. Il devait appartenir à l’épouse de Théophile de restaurer le culte des images.

## Théodora (842–856)

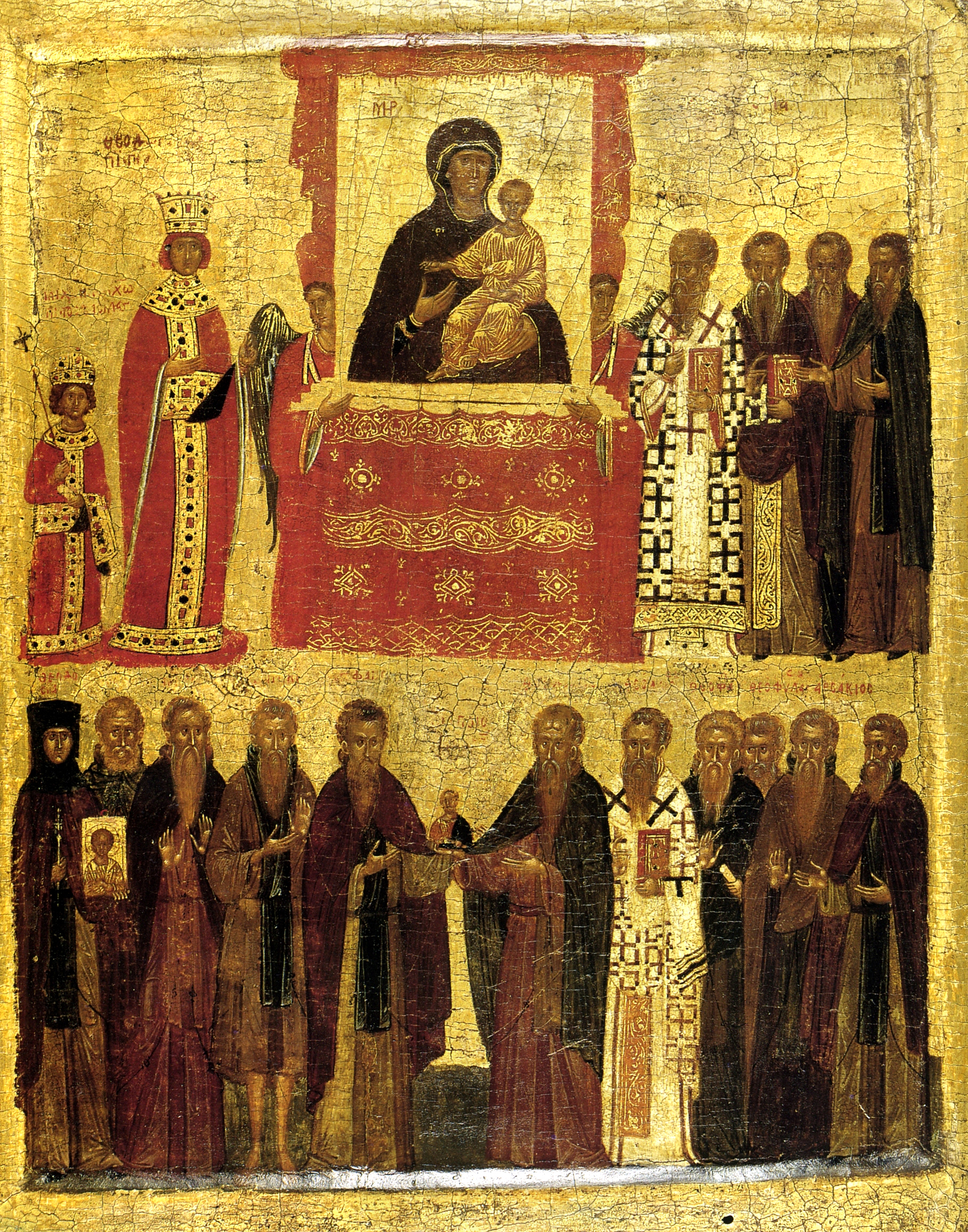
Le triomphe de l’Orthodoxie. Théodora est représentée en haut à gauche. (Icône du XIV-XV, British Museum)

À sa mort, Théophile laissait cinq filles et un fils, Michel, âgé de six ans. La régence fut confiée à un conseil présidé par l’impératrice Théodora .
Le premier acte de ce gouvernement devait être le rétablissement du culte des images. Les convictions de Théodora, arménienne et iconophile convaincue, avaient déjà entrainé des conflits avec son époux. Dès 843, un concile fut tenu qui mit fin à l’iconoclasme. Le 11 mars 843, le premier dimanche du Grand Carême, le culte des images fut rétabli; la « Fête de l’Orthodoxie » (demeurée depuis une des grandes célébrations de l’Église orthodoxe) fut proclamée par le  nouveau patriarche Méthode Ier nommé pour remplacer l'iconoclaste Jean VII le Grammairien. La fin de l’iconoclasme venait clore l’ère des grands débats théologiques à Byzance,. La lutte contre les hérétiques devait toutefois reprendre sous forme d’une lutte contre la secte des Pauliciens qui s’étaient structurés en État militaire autonome basé en Anatolie. Appuyés par les premiers empereurs iconoclastes et l’empereur Nicéphore en tant que mouvement religieux, les Pauliciens avaient vu se retourner contre elle aussi bien l’orthodoxe Michel Ranghabé que ses successeurs iconoclastes en raison de leurs tendances politiques autonomistes ,,.
Le pouvoir de Théodora qui s’appuyait sur le logothète du drome Theoctistos devait durer quatorze ans. 
Aussitôt résolue la question religieuse, la lutte devait reprendre contre les Arabes. Si une expédition menée par Theoctistos réussit à reprendre l’ile de Crête qui resta byzantine pour plusieurs années, celui-ci fut battu sur le continent en 844. Aux frontières de l’empire, des tentatives en 848 pour reprendre la Sicile échouèrent, mais en 853  une flotte commandée par le grand chambellan de la cour, Damianos, se dirigea vers l’Égypte, réussit à prendre Damiette et à mettre le feu à la flotte arabe qui s’y trouvait,.
À l’époque toutefois, le jeune empereur Michel avait atteint sa majorité légale et supportait mal d’être écarté des affaires au profit de sa mère, laquelle l’avait forcé pour le séparer de sa maitresse, Eudocie Ingerina, à épouser une autre Eudocie, surnommée Decapolitana pour laquelle il ne montra aucun intérêt. Une alliance s’établit alors entre lui et son oncle Bardas, frère de l’impératrice, mit à l’écart par Theoctistos et vivant depuis en exil . À l’insu de l’impératrice, Bardas fut rappelé à Constantinople. Le 20 novembre 855, Theoctistos fut arrêté dans le Grand Palais alors qu’il se rendait chez Théodora par Michel et le grand chambellan Damianos et tué par Bardas et ses hommes. Quatre mois plus tard, le Sénat proclama Michel seul empereur; Theodora continua à vivre pendant un certain temps au palais, mais deux ans plus tard, à la suite d’un complot contre son frère, Bardas, elle fut reléguée au couvent de la Gastria .

## Michel III l'Ivrogne (842-867)

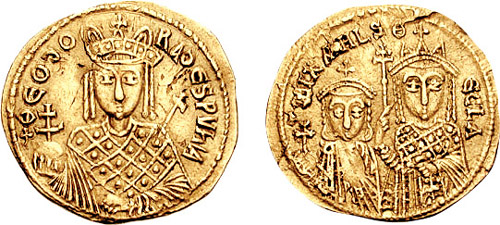
Solidus représentant Michel III sur l'avers et sa mère Théodora et sa sœur Thékla sur le revers.

Se consacrant entièrement aux affaires de l’État, Théodora avait grandement négligé l’éducation de son fils qui désirait le trône mais non les responsabilités qui l’accompagnaient. Devenu empereur, Michel III   délégua la conduite du gouvernement à son oncle, Bardas, qui devint successivement « magistros », « domestique des Scholes », « curopalate » et, le 26 avril 862, « césar » et par conséquent héritier présumé du trône. Ces promotions étaient du reste justifiées et Bardas se révéla un homme d’État accompli, responsable de la plupart des grandes réussites du règne comme le baptême de Boris Ier de Bulgarie, les missions de Cyrille et Méthode en Moravie et la mise sur pied d’une « université » dans le palais de la  Magnaure sous la direction de Léon le Mathématicien,.
En même temps, Bardas devait se révéler excellent homme de guerre. En 859, Michel III et lui  menèrent une campagne sur l’Euphrate s’aventurant jusque dans la région de Samosate. Après avoir fait reconstruire Ancyre détruite par Al-Mu’tasim et relever les fortifications de Nicée, les Byzantins remportèrent, sous la conduite de Petronas, frère de Bardas, une victoire décisive le 3 septembre 863 sur Omar, émir de Mélitène, à la frontière des thèmes des Arméniaques et de la Paphlagonie. L’armée arabe fut détruite et Omar tué; cette victoire venait effacer la défaite, vingt-cinq ans plus tôt, de Théophile devant Amorium ,.
L’amitié du César Bardas avec le protoasekretaris Photios qu’il choisit  pour remplacer le patriarche Ignace devait toutefois peser lourdement sur la suite des choses et provoquer un schisme avec Rome. Érudit, esprit brillant et fin politique, ce haut fonctionnaire était un laïc, à qui on conféra tous les grades ecclésiastiques en six jours pour qu’il puisse être consacré selon la tradition un 25 décembre (858). Ceci provoqua l’ire du nouveau pape Nicolas Ier qui entendait approuver toutes les nominations ecclésiastiques importantes : un synode convoqué au Latran en 863 déclara Photios déposé. Photios pour sa part entendait bien faire respecter l’importance de Constantinople soulignée lors du concile de Chalcédoine ,. Le pape envoya à Constantinople deux légats chargés non seulement de protester contre la nomination de Photios, mais aussi de réclamer la restitution de la juridiction sur l’Illyricum. C’était le point de départ d’une crise non seulement religieuse, mais aussi politique, car prenant avantage du conflit entre Rome et Constantinople, le khan bulgare Boris demanda au pape la mise sur pied  d’une Église proprement bulgare ce qui entraina l’expulsion de tous les prêtres byzantins. L’escalade se poursuivit jusqu’à ce qu’un concile présidé par Michel III excommunie le pape et expédie aux autres patriarches orientaux une lettre dénonçant les erreurs des Latins. Ce sur quoi le pape à son tour convoqua un synode en avril 863 déclarant  Photios déchu de tout statut ecclésiastique et excommunié ,.

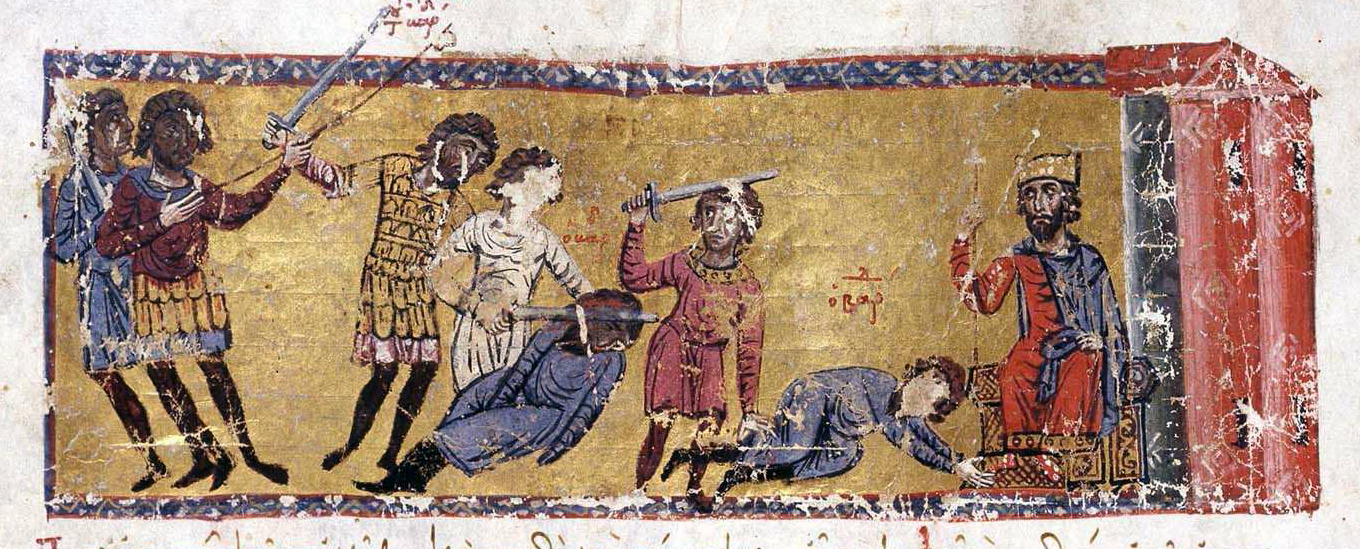
L'assassinat de Bardas sous les yeux de Michel. (Chronique de Skylitzès de Madrid).

Pendant que Bardas administrait l’État et Photios l’Église, Michel III passait son temps avec des athlètes et compagnons de beuverie au nombre desquels il remarqua un  dompteur de chevaux et lutteur extraordinaire du nom de Basile dont il fit son nouveau favori et garde du corps,. Mais Basile n’était pas seulement doté de capacités physiques extraordinaires; il possédait aussi une ambition débordante. Au cours d'une expédition contre les Arabes, Basile réussit à convaincre Michel III que son oncle, le César Bardas, complotait pour s'emparer du trône et, avec l'accord de l'empereur, Basile assassina Bardas le 21 avril 866.
Devenu la personnalité la plus en vue de la cour, il fut bientôt investi du titre de césar, devenu vacant avec la mort de Bardas et fut couronné coempereur le 26 mai 866 ,. Toutefois, lorsque Michel III porta son attention vers un autre courtisan, Basiliskianos et menaça de lui donner également le titre de coempereur Basile se sentit menacé et, dans la nuit du 23 au 24 septembre 867, lui et un groupe de compagnons  s'introduisirent dans les appartements impériaux et assassinèrent l’empereur. À la suite de la mort de Michel III, Basile, déjà couronné coempereur, devint immédiatement basileus, mettant ainsi fin à la dynastie amorienne ,,.

## Généalogie
|        |        |             |             |             |             |             |             |          |          |            |            |            |            |            |            |           |           |            |            |            |            |            |            |           |           |         |         | Isauriens     |            |            |            |            |            |  |  |
|        |        |             |             |             |             |             |             |          |          |            |            |            |            |            |            |           |           |            |            |            |            |            |            |           |           |         |         |               |            |            |            |            |            |  |  |
|        |        |             |             |             |             |             |             |          |          |            |            |            |            |            |            |           |           |            |            |            |            |            |            |           |           |         |         | Constantin VI |            |            |            |            |            |  |  |
|        |        |             |             |             |             |             |             |          |          |            |            |            |            |            |            |           |           |            |            |            |            |            |            |           |           |         |         |               |            |            |            |            |            |  |  |
|        |        |             |             |             |             |             |             |          |          |            |            | Thekla     | Thekla     | Thekla     | Thekla     | Thekla    | Thekla    |            |            | Michel II  | Michel II  | Michel II  | Michel II  | Michel II | Michel II |         |         | Euphrosyne    | Euphrosyne | Euphrosyne | Euphrosyne | Euphrosyne | Euphrosyne |  |  |
|        |        |             |             |             |             |             |             |          |          |            |            | Thekla     | Thekla     | Thekla     | Thekla     | Thekla    | Thekla    |            |            | Michel II  | Michel II  | Michel II  | Michel II  | Michel II | Michel II |         |         | Euphrosyne    | Euphrosyne | Euphrosyne | Euphrosyne | Euphrosyne | Euphrosyne |  |  |
|        |        |             |             |             |             |             |             |          |          |            |            |            |            |            |            |           |           |            |            |            |            |            |            |           |           |         |         |               |            |            |            |            |            |  |  |
|        |        |             |             |             |             |             |             |          |          |            |            |            |            |            |            |           |           |            |            |            |            |            |            |           |           |         |         |               |            |            |            |            |            |  |  |
| Bardas | Bardas | Bardas      | Bardas      | Bardas      | Bardas      |             |             | Théodora | Théodora | Théodora   | Théodora   | Théodora   | Théodora   |            |            | Théophile | Théophile | Théophile  | Théophile  | Théophile  | Théophile  |            |            |           |           |         |         |               |            |            |            |            |            |  |  |
| Bardas | Bardas | Bardas      | Bardas      | Bardas      | Bardas      |             |             | Théodora | Théodora | Théodora   | Théodora   | Théodora   | Théodora   |            |            | Théophile | Théophile | Théophile  | Théophile  | Théophile  | Théophile  |            |            |           |           |         |         |               |            |            |            |            |            |  |  |
|        |        |             |             |             |             |             |             |          |          |            |            |            |            |            |            |           |           |            |            |            |            |            |            |           |           |         |         |               |            |            |            |            |            |  |  |
|        |        |             |             |             |             |             |             |          |          |            |            |            |            |            |            |           |           |            |            |            |            |            |            |           |           |         |         |               |            |            |            |            |            |  |  |
|        |        | cinq filles | cinq filles | cinq filles | cinq filles | cinq filles | cinq filles |          |          | Constantin | Constantin | Constantin | Constantin | Constantin | Constantin |           |           | Michel III | Michel III | Michel III | Michel III | Michel III | Michel III |           |           | Eudoxie | Eudoxie | Eudoxie       | Eudoxie    | Eudoxie    | Eudoxie    |            |            |  |  |
|        |        | cinq filles | cinq filles | cinq filles | cinq filles | cinq filles | cinq filles |          |          | Constantin | Constantin | Constantin | Constantin | Constantin | Constantin |           |           | Michel III | Michel III | Michel III | Michel III | Michel III | Michel III |           |           | Eudoxie | Eudoxie | Eudoxie       | Eudoxie    | Eudoxie    | Eudoxie    |            |            |  |  |

### Sources primaires
- (fr) Constantin Porphyrogénète. “De administrando imperio” (bilingue) », traduction Marc Szwajcer. Site de Philippe Remacle & alii. L'antiquité grecque et latine du Moyen Âge. [en ligne] http://remacle.org/bloodwolf/historiens/constantin/table.htm [archive].
- (fr) Jean Skylitzès, Empereurs de Constantinople, « Synopsis Historiôn » traduit par Bernard Flusin et annoté pat Jean-Claude Cheynet, Paris, éditions P. Lethilleux, 2003  (ISBN 2283604591), « Michel Le Bègue », pp. 25-46.
- (la) Symeonis Magistri et Logothetae chronicon', éd. Stéphanus Wahlgren, CFHB 44/1, Walter de Gruyter, 2006.
- (la) Theophanes continuatus, Joannes Cameniata, Symeon Magister, Georgius Monachus... ex recognitione Immanuelis Bekkeri, Bonn, 1838 (= Corpus scriptorum historiae byzantinae)- (texte grec et trad. latine).

### Sources secondaires
- (fr) Auzépy, Marie-France. L’Iconoclasme. Paris, Presses universitaires de France, coll. « Que sais-je ? » no 3769, 2006  (ISBN 978-2-130-55808-8).
- (fr) Bréhier, Louis. Vie et mort de Byzance. Paris, Albin Michel, 1969 [1946].
- (en) Brubaker, Leslie & John F. Haldon. Byzantium in the Iconoclast era. c. 680–850. A History. Cambridge, Cambridge University Press, 2011  (ISBN 978-0-521-43093-7).
- (en) Bury, J. B. (2015). A History of the Later Roman Empire. Cambridge University Press, 2015  (ISBN 978-1-108-08318-8).
- (fr) Cheynet, Jean-Claude, ed. Le Monde Byzantin: Tome II, L'Empire byzantin 641–1204. Paris, Presses universitaires de France, 2006  (ISBN 978-2-13-052007-8).
- (fr) Dagron, Gilbert (dir.), Pierre Riché (dir.) et André Vauchez (dir.). Histoire du christianisme des origines à nos jours, vol. IV : Évêques, moines et empereurs (610-1054), Paris, Desclée, 1993  (ISBN 2-7189-0614-6).
- (en) Finlay, George. The Later Byzantine Empire. Merkaba Press, 2017 (OCLC 1886829).
- (en) Garland, Lynda. Byzantine Empresses: Women and Power in Byzantium, AD 527–1204. London and New York, Routledge, 1999  (ISBN 978-0-415-14688-3).
- (en)  Gregory, Timothy E. A History of Byzantium, Malden, Massachusetts and West Sussex, United Kingdom, Wiley-Blackwell, 2010  (ISBN 1-4051-8471-X).
- (en) Haldon, John. Warfare, State and Society in the Byzantine World, 565–1204. London, UCL Press, 1999  (ISBN 1-85728-495-X).
- (en) Herrin, Judith. Byzantium, the Surprising Life of a Medieval Empire. Princeton, Princeton University Press, 2009  (ISBN 978-0-691-14369-9).
- (en) Herrin, Judith. Women in Purple:Rulers of Medieval Byzantium. London, Phoenix Press, 2001  (ISBN 1-84212-529-X).
- (en) Jenkins, Romilly. The Imperial Centuries (A.D. 610-1071). Weidenfeld & Nicolson, 1966.
- (fr) Kaplan, Michel. Pourquoi Byzance ? Un empire de onze siècles, Paris, Gallimard, 2016  (ISBN 978-2-070-34100-9).
- (en) Kazhdan, Alexander, ed. The Oxford Dictionary of Byzantium, Oxford and New York, Oxford University Press, 1991  (ISBN 0-19-504652-8).
- (en) Norwich, John Julius. Byzantium, The Apogee, Alfred Knopf, 1994  (ISBN 978-0-394-53779-5).
- (en) Norwich, John Julius. Byzantium, The Early Centuries, Alfred Knopf, 1989  (ISBN 978-0-394-53778-8).
- (fr) Ostrogorsky, George. Histoire de l’État byzantin, Paris, Payot, 1983 [1956]  (ISBN 2-228-07061-0).
- (en) Parry, Kenneth (1996). Depicting the Word: Byzantine Iconophile Thought of the Eighth and Ninth Centuries, Leiden and New York, Brill, 1996  (ISBN 90-04-10502-6).
- (en) Runciman S.  A history of the First Bulgarian empire. London, G. Bell & Sons, 1930.
- (en) Runciman, Steven. Byzantine civilisation. Taylor & Francis, 1975  (ISBN 978-0-416-70380-1).
- (fr) Settipani, Christian. Continuité des élites à Byzance durant les siècles obscurs : Les Princes caucasiens et l'Empire du VIe siècle au IXe siècle. Paris, De Broccard, 2006  (ISBN 978-2-7018-0226-8).
- (en) Treadgold, Warren. The Byzantine Revival, 780–842. Stanford (California), Stanford University Press, 1988.  (ISBN 978-0-8047-1462-4).
- (en) Treadgold, Warren. A History of the Byzantine State and Society. Stanford (California), Stanford University Press, 1997  (ISBN 0-8047-2630-2).
- (en) Vasiliev, A.A. History of the Byzantine Empire, 324-1453, vol. 1. Madison (Wisconsin), The University of Wisconsin Press, 1952  (ISBN 978-0-299-80925-6).
- (en) Whittow, Mark. The Making of Byzantium, 600–1025, University of California Press, 1996  (ISBN 0-520-20496-4).